# 康公 (斉)
康公（こうこう）は、春秋時代の斉（姜斉）の第32代にして最後の君主。宣公の子。
田和を宰相としたが、自身は酒色に耽り、政治を顧みなかった。
前404年、三晋（韓・魏・趙）が斉を攻め、康公を捕虜として周の威烈王に謁見し、諸侯に加えられるよう求めた。
前391年、康公は田和によって海上の孤島に追放され、食邑として城を一つだけ与えられ、祖先の霊を祀ることとされた。田和は自立して斉の君主と称した（田斉の太公）。
前379年、康公が死去した。ここに太公望以来の姜斉の家系は断絶し、田和の家系が斉の新たな支配者となった（田斉）。
現在の山東省煙台市芝罘区にある陸繋島の芝罘島には、康公のものとされる墓がある。